# Setellia wiedemanni
Setellia wiedemanni är en tvåvingeart som beskrevs av Friedrich Georg Hendel 1911. Setellia wiedemanni ingår i släktet Setellia och familjen Richardiidae. Inga underarter finns listade i Catalogue of Life.